# Crotalaria benguellensis
Crotalaria benguellensis är en ärtväxtart som beskrevs av Baker f.. Crotalaria benguellensis ingår i släktet sunnhampor, och familjen ärtväxter. Inga underarter finns listade i Catalogue of Life.